# Rolando Joven Tria Tirona

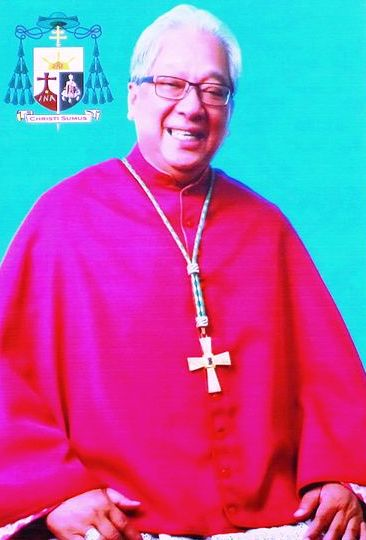
Rolando Joven Tria Tirona (2012)

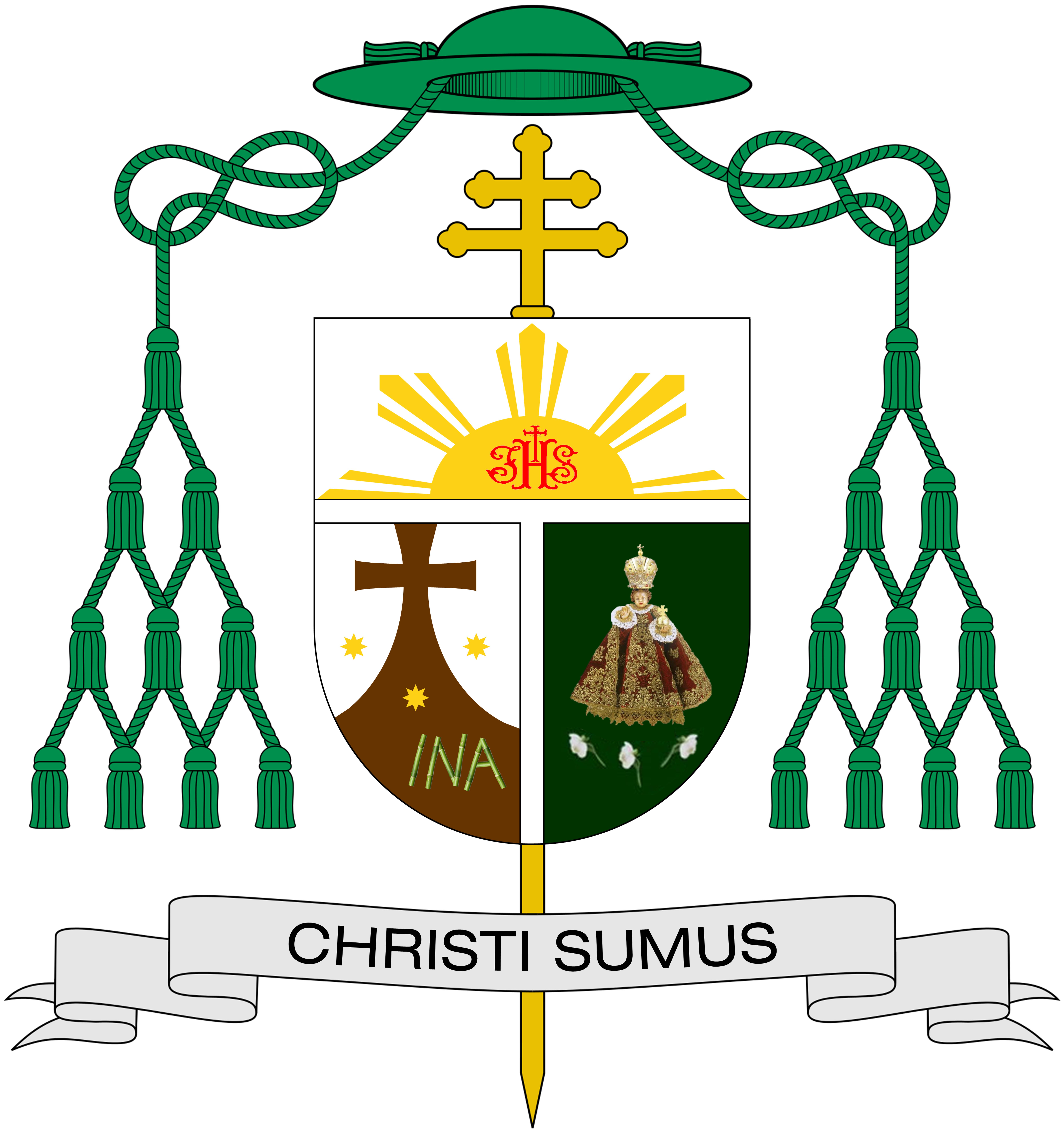
Erzbischofswappen von Rolando Joven Tria Tirona

Wappen von Rolando Joven Tria Tirona als Prälat von Infanta

Rolando Octavus Joven Tria Tirona OCD (* 22. Juli 1946 in Kawit, Cavite) ist ein philippinischer Ordensgeistlicher und emeritierter römisch-katholischer Erzbischof von Caceres.

## Leben
Rolando Joven Tria Tirona besuchte bis 1952 die Grundschule und bis 1958 die weiterführende Schule an der Centro Escolar University. Ein folgendes Studium der Politikwissenschaft am San Beda College in Manila schloss er 1965 mit einem Bachelor of Arts ab. Am 15. August 1964 trat er der Ordensgemeinschaft der Unbeschuhten Karmeliten bei. Er studierte Philosophie am Kolleg San Carlos in Manila und Katholische Theologie an der Päpstlichen Fakultät Teresianum in Rom. Dort erwarb er ein Lizenziat in Katholischer Theologie. Tria Tirona legte am 31. Juli 1967 die ewige Profess ab und empfing am 21. April 1974 in der Kapelle der Päpstlichen Fakultät Teresianum durch den Erzbischof von Bari, Anastasio Alberto Ballestrero OCD, das Sakrament der Priesterweihe.
Tria Tirona war nach der Priesterweihe zunächst als Novizenmeister der Unbeschuhten Karmeliten in Davao City tätig. Danach fungierte er als Superior der Kommunität seiner Ordensgemeinschaft in Quezon City (1981–1987) und als Regens des ordenseigenen Priesterseminars (1987–1993). Daneben wirkte er von 1981 bis 1984 und von 1990 bis 1993 als Pfarrer und Rektor des Nationalheiligtums Unsere Liebe Frau vom Berge Karmel in Quezon City. Ab 1993 war Tria Tirona Provinzial der philippinischen Ordensprovinz der Unbeschuhten Karmeliten.
Papst Johannes Paul II. ernannte ihn am 15. November 1994 zum Titularbischof von Vulturaria und zum Weihbischof in Manila. Die Bischofsweihe spendete ihm der Erzbischof von Manila, Jaime Lachica Kardinal Sin, am 29. Dezember desselben Jahres in der Kathedrale von Manila; Mitkonsekratoren waren Julio Xavier Labayen OCD, Prälat von Infanta, und Teodoro Buhain, Weihbischof in Manila. Sein Wahlspruch Christi sumus („Wir gehören zu Christus“) stammt aus Röm 14,8 . Als Weihbischof war Tria Tirona für die Jugendpastoral im Erzbistum Manila zuständig und gehörte der Kommission für die Ehe- und Familienpastoral an. Ab Januar 1996 war er zusätzlich Apostolischer Administrator des vakanten Bistums Malolos.
Am 14. Dezember 1996 berief ihn Johannes Paul II. zum Bischof von Malolos. Die Amtseinführung erfolgte am 28. Januar 1997. Am 28. Juni 2003 bestellte ihn Johannes Paul II. zum Prälaten von Infanta. Dieses Amt trat Tria Tirona am 27. August desselben Jahres an. Als Prälat von Infanta prangerte er Korruption im Rahmen der Einrichtung der Sonderwirtschaftszone Apeco in Casiguran an. Außerdem gehörte er dem Komitee Vox Clara an. Papst Benedikt XVI. bestellte ihn am 8. September 2012 zum Erzbischof von Caceres.
In der Philippinischen Bischofskonferenz leitete Tria Tirona zudem von 1996 bis 2005 die Jugendkommission und von 2013 bis 2019 die Kommission für soziales Engagement, Gerechtigkeit und Frieden. Er fungierte ferner als stellvertretender Vorsitzender des Rates für die Basisgemeinden (2013–2015) und der Kommission für die Glaubenslehre (2015–2019). Außerdem repräsentierte er von 2009 bis 2011 im ständigen Rat der Bischofskonferenz die Region Südost-Luzon. Von 1997 bis 2003 und von 2011 bis 2017 war er Mitglied der Kommission für das Bibelapostolat sowie von 2001 bis 2003 auch deren stellvertretender Vorsitzender. Darüber hinaus gehörte Tria Tirona den Kommissionen für die Gefängnisseelsorge (1996–1997), für die Laien (2001–2003), für die Katechese und das katholische Bildungswesen (2005–2007), für die Beziehungen zwischen den Ordensleuten und den Bischöfen (2005–2007), für die indigenen Völker (2011–2013) und für den Klerus (2021–2023) sowie dem Rat für den Priesterpensionsfonds (2001–2003) an. Überdies leitete er zeitweise in der Föderation der Bischofskonferenzen in Asien (FABC) die Abteilung für die Laien und die Familie und war 2009 in dieser Funktion für die Organisation des fünften Asiatischen Jugendtags in Imus mitverantwortlich.
Papst Franziskus nahm am 22. Februar 2024 seinen altersbedingten Rücktritt an.

## Schriften
- The importance of biblical formation in seminary formation. In: Word and worship. Band 32, 1999, S. 55–60.
- Christianity and the Challenge of Modernization in the Philippines. In: Teresianum: Ephemerides Carmeliticae. Band 52, Nr. 1–2, 2001, OCLC 1364566883, S. 445–456 (teresianum.net [PDF; 301 kB]).
- The Catholic vote: top 30 questions. Ina Nin Bikol Foundation, Naga City 2013, ISBN 978-971-93349-8-9.